# Cyanogomphus conchinus
Cyanogomphus conchinus är en trollsländeart som beskrevs av Williamson 1916. Cyanogomphus conchinus ingår i släktet Cyanogomphus och familjen flodtrollsländor. Inga underarter finns listade i Catalogue of Life.